# 陽気なトランポリン
『陽気なトランポリン』（ようきなトランポリン）は、2006年4月から2007年3月まで新潟テレビ21で毎週土曜日に放送されていた情報番組。

## 概要
アナウンサーの槇嶋範彦と落語家の林家きく姫による生放送番組。新潟テレビ21が略称をNT21からUXに変更した年に放送されていた。
番組の終了後、同じく土曜日に放送の新情報番組『まるどりっ!』が2007年11月10日にスタートした。

## 出演者
- 槇嶋範彦（当時UXアナウンサー）
- 林家きく姫（落語家）
- 小林聖子（現 小林アナ／当時UXアナウンサー）
- 柳家花緑（落語家）
- この他にも女性リポーターが出演していた。

## コーナー
- 対決お茶々の間 - 槇嶋と企画に参加した3組の視聴者一家がパーティーゲームの「番犬ガオガオ」を使ってゲームをする企画で、スタジオにある4つの画面のうちの3つを使って視聴者宅と繋いでいた。接続回線にはNTT東日本の回線を使用。ルール自体は基本的に番犬ガオガオのそれと同じで、ゲーム開始後に槇嶋が手にした何枚かのカードの中からいずれかを挑戦者が選んだ。そして、引いたカードが数字の「2」であれば、スタジオサイドが挑戦者に代わって番犬ガオガオの2つの骨を慎重に取っていった。骨を取り除いた際にガオガオが吠えたら負けとなる。
- フィットねぇさん - 小林担当の体操コーナー。
- MOVieナビ - 槇嶋演じるポップコーン男爵、および演歌歌手のような格好をした嶋槇彦範（しままき ひこのり、役名は槇嶋の名前のアナグラム）による映画情報コーナー。
- ほか、新潟市内のイベント中継など。

## その他
- マキシ枕 - 槇嶋の柄付がある「L」字型の白い枕。
- 林家きく姫の師匠である林家木久扇（初代林家木久蔵）の木久蔵ラーメンを紹介した。

## 柳家花緑との共演
2006年8月12日、林家きく姫はこの番組で、当時婚約相手だった柳家花緑との初共演を果たした。また、槇嶋が県内高校野球大会の実況などで不在の時には、花緑が司会を代行していた。